# Puerta de San Ildefonso (Toledo)
La puerta de San Ildefonso fue una puerta de la ciudad española de Toledo, demolida en 1871.

## Descripción
Se ubicaba al noreste del casco histórico de la ciudad de Toledo. Era uno de los accesos a la plaza de armas existente tras el puente de Alcántara, en concreto el sur.
Según Rodrigo Amador de los Ríos debió de tomar el nombre de «San Ildefonso» en tiempos de Felipe II, a raíz de la efigie del santo patrono de Toledo y de su arzobispado, atribuida a Monegro, que se hallaba en una hornacina abierta a la fachada que daba a la plaza sobre el arco de ingreso, que era de ladrillo y de herradura.
Fue demolida en 1871, en estado de inminente ruina, «quebrantada ya y caduca».

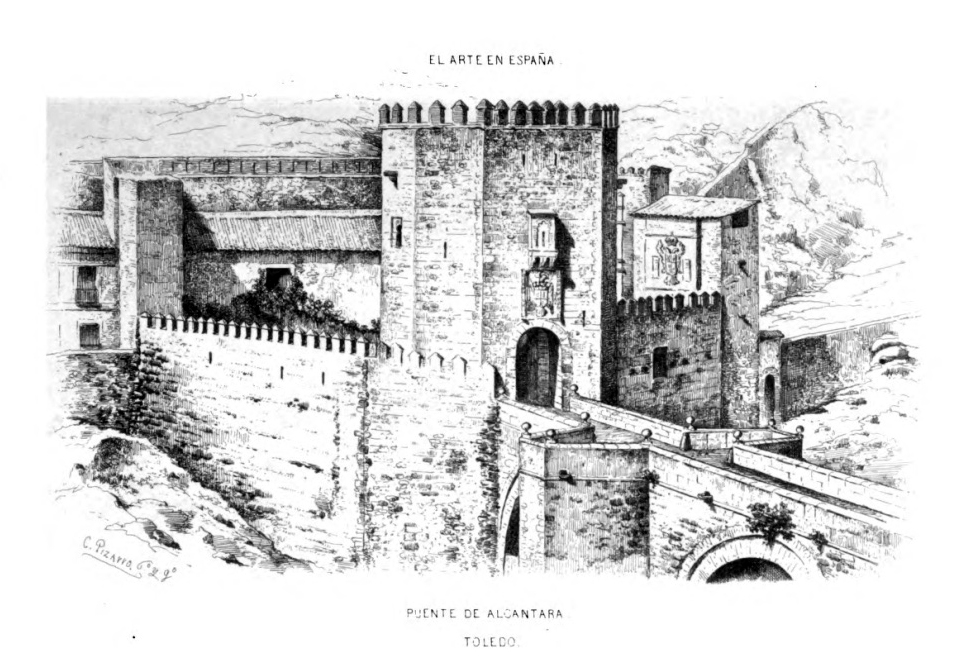
Plaza de armas: puerta de San Ildefonso a la izquierda y de Alcántara (antigua) a la derecha.
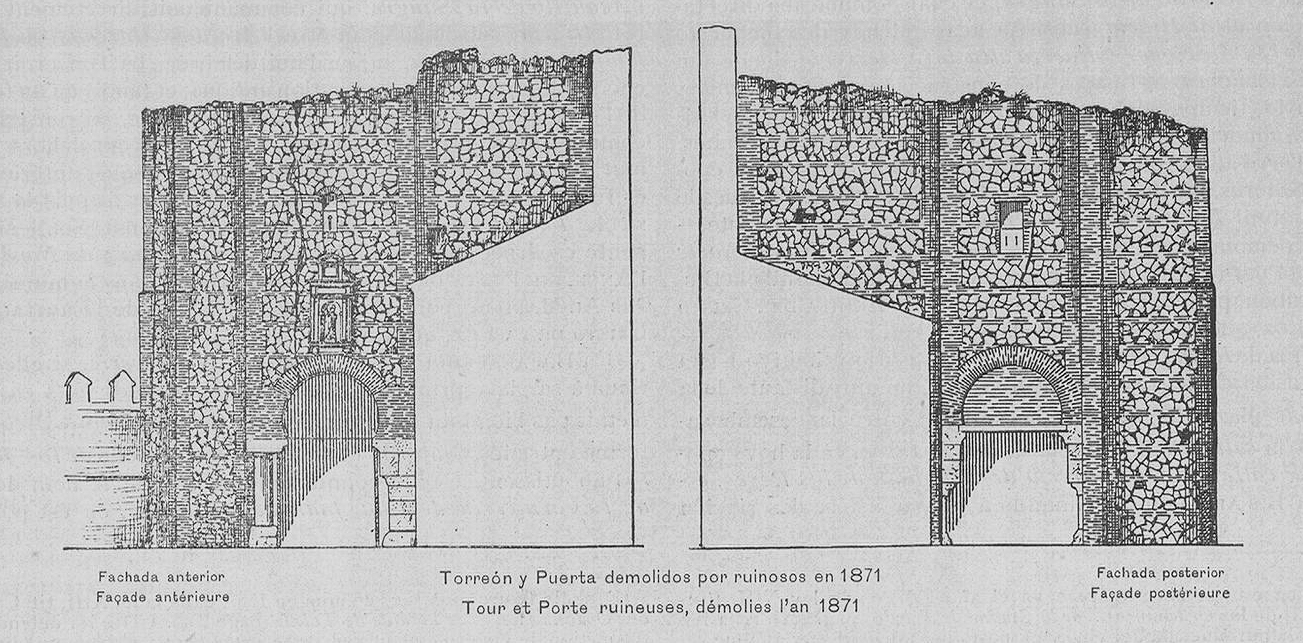
Vistas de la fachada norte (interna) y fachada sur (externa) de la puerta de San Ildefonso
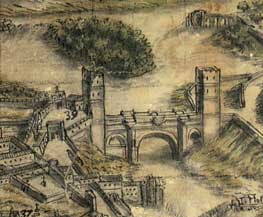
Puente[a] y plaza de armas en el plano de Joseph de Arroyo Palomeque (1720)